# Aplidium brementi
Aplidium brementi är en sjöpungsart som först beskrevs av Radovan Harant 1925.  Aplidium brementi ingår i släktet Aplidium och familjen klumpsjöpungar. Inga underarter finns listade i Catalogue of Life.